# Gierałtowiczki
Gierałtowiczki is een dorp in de Poolse woiwodschap Klein-Polen. De plaats maakt deel uit van de gemeente Wieprz en telt 474 inwoners.